# Berviller-en-Moselle
Berviller-en-Moselle település Franciaországban, Moselle megyében. Lakosainak száma 462 fő (2022. január 1.). Berviller-en-Moselle Merten, Rémering és Villing községekkel határos.

## Népesség
A település népességének változása:
| Lakosok száma | 370  | 479  | 447  | 486  | 496  | 484  | 471  | 463  | 458  | 462  |
|               | 1968 | 1990 | 1999 | 2008 | 2013 | 2015 | 2017 | 2019 | 2020 | 2022 |